# Rio Cágado
Rio Cágado är ett vattendrag i Brasilien.   Det ligger i delstaten Minas Gerais, i den sydöstra delen av landet, 900 km sydost om huvudstaden Brasília.
Omgivningarna runt Rio Cágado är huvudsakligen savann. Runt Rio Cágado är det tätbefolkat, med 308 invånare per kvadratkilometer.